# Kosta Pećanac
Kosta Pećanac (v srbské cyrilici Коста Пећанац; 1879, Dečane, Srbsko – 25. května 1944, Nikolinac, Srbsko) byl srbský četnický vojvoda. Řídil jednotky tzv. „černých“, neboli „legálních“ četniků, loajálních vládě Milana Nediće a německé okupační správě a které až do nástupu jednotek organizace ZBOR Dimitrije Ljotiće představovaly de facto hlavní sílu kolaborace bojující proti partyzánům.
Pećanac se rovněž dříve účastnil několik předchozích konfliktů, mimo jiné např. obou balkánských válek nebo Toplického povstání během první světové války. Ještě předtím bojoval na území Makedonie proti Turkům.
Pećanacovu vojenskou kariéru překazili především četnici Dragoljuba Mihajloviće, kteří po zjištění, že Pećanac hodlá srbského generála vydat Němcům, nařídili jeho okamžitou likvidaci.